# Залесье (Заводская поселковая община)
Залесье (укр. Залісся) — село в Заводской поселковой общине Чортковского района Тернопольской области Украины.
Население по переписи 2001 года составляло 1197 человек. Почтовый индекс — 48561. Телефонный код — 3552.